# Coupe de Tunisie de rugby à XV
La coupe de Tunisie de rugby à XV est l'une des principales compétitions tunisiennes de rugby à XV.
Sa première édition est disputée en 1972-1973 et remportée par l'Étoile sportive du Sahel contre le Stade tunisien sur un score de 9-4.

## Palmarès
- 1972-1973 : Étoile sportive du Sahel
- 1973-1974 : Club sportif sfaxien
- 1974-1975 : Club sportif sfaxien
- 1975-1976 : Association sportive militaire de Tunis
- 1976-1977 : Club africain
- 1977-1978 : Club sportif des loisirs de Sfax
- 1978-1979 : Association sportive militaire de Tunis
- 1979-1980 : Club sportif du ministère de l'Intérieur
- 1980-1981 : Club africain
- 1981-1982 : Club sportif des loisirs de Sfax
- 1982-1983 : Espérance sportive de Tunis
- 1983-1984 : Stade nabeulien
- 1984-1985 : Club africain
- 1985-1986 : Club africain
- 1986-1987 : Club africain
- 1987-1988 : Club africain
- 1988-1989 : Espérance sportive de Tunis
- 1989-1990 : Espérance sportive de Tunis[1]
- 1990-1991 : Stade nabeulien
- 1991-1992 : Stade nabeulien
- 1992-1993 :
- 1993-1994 : Stade nabeulien
- 1994-1995 : Avenir sportif de Jemmal[2]
- 1995-1996 : Rugby Club de Tunis
- 1996-1997 : Stade nabeulien
- 1997-1998 : Rugby Club de Tunis
- 1998-1999 : Avenir sportif de Jemmal
- 1999-2000 : Rugby Club de Tunis
- 2000-2001 : Stade nabeulien
- 2001-2002 : Avenir sportif de Jemmal
- 2002-2003 : Stade nabeulien
- 2003-2004 : Avenir sportif de Jemmal
- 2004-2005 : Stade nabeulien
- 2005-2006 : Stade nabeulien
- 2006-2007 : Avenir sportif de Jemmal
- 2007-2008 : Stade nabeulien
- 2008-2009 : Stade nabeulien
- 2009-2010 : Rugby Club Ettahrir
- 2010-2011 :
- 2011-2012 : Avenir sportif de Jemmal
- 2012-2013 : Avenir sportif de Jemmal
- 2013-2014 : Avenir sportif de Jemmal
- 2014-2015 : Avenir sportif de Jemmal
- 2015-2016 : Avenir sportif de Jemmal[3]
- 2016-2017 : Avenir sportif de Jemmal[4]
- 2017-2018 :
- 2018-2019 : Avenir sportif de Jemmal
- 2021-2022 : Stade nabeulien
- 2022-2023 : Stade nabeulien